# Goúrnes
Goúrnes (Gouves) är en kommunhuvudort i Grekland.   Den ligger i prefekturen Nomós Irakleíou och regionen Kreta, i den sydöstra delen av landet, 300 km söder om huvudstaden Aten. Goúrnes ligger 17 meter över havet och antalet invånare är 1 539.
Terrängen runt Goúrnes är lite kuperad. Havet är nära Goúrnes norrut. Runt Goúrnes är det ganska tätbefolkat, med 56 invånare per kvadratkilometer. Närmaste större samhälle är Heraklion, 12,1 km väster om Goúrnes. 